# USS Portland (LPD-27)
Pour les articles homonymes, voir USS Portland.
L’ USS Portland (LPD-27) est un Landing Ship Dock de classe San Antonio de l’United States Navy. Il est nommé d’après la ville de Portland (Oregon).

## Histoire
La quille du USS Portland a été posée le 2 août 2013 au chantier naval Ingalls de Pascagoula, Mississippi. La marraine du navire est Bonnie Amos, l’épouse du général James F. Amos, le commandant du Corps des Marines des États-Unis. L’USS Portland a été lancé le 13 février 2016,, et livré à la Marine le 18 septembre 2017. Il a été mis en service le 14 décembre 2017, mais sa cérémonie de mise en service n’a eu lieu que le 21 avril 2018, alors qu’il était dans la ville de Portland pour les festivités,,. La cérémonie de mise en service a été contestée par un certain nombre de groupes locaux anti-guerre, qui se sont opposés à ce qu’un navire de guerre porte le nom de la ville,.

## Système d’arme laser

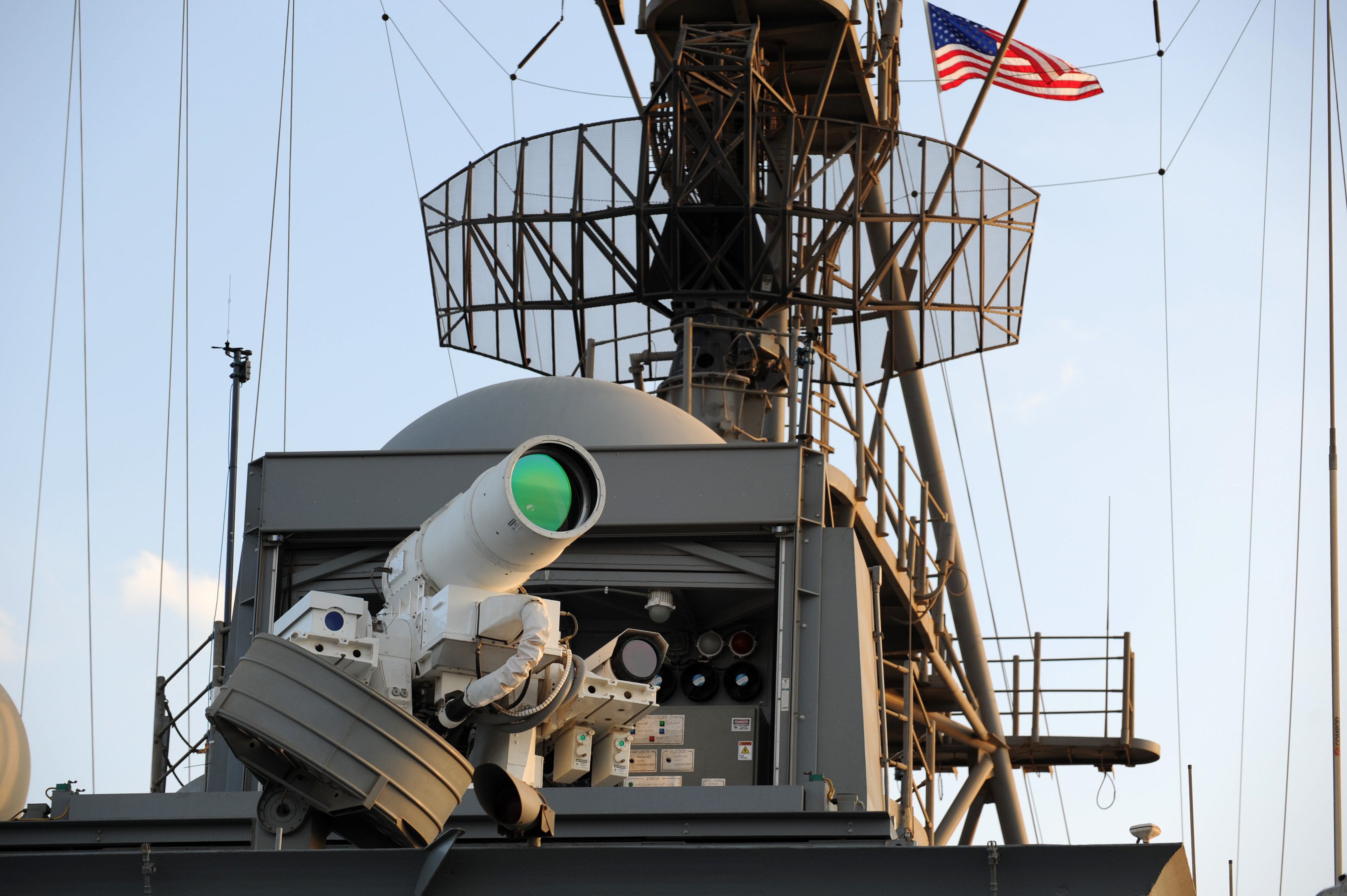
Système d’arme laser (LaWS)

Après la mise hors service de l’USS Ponce qui transportait avant lui le système d'arme laser (LaWS) de nouvelle génération AN/SEQ-3, le LaWS a été installée fin 2018 sur le USS Portland en tant que démonstrateur de technologie.
En mai 2020, l’USS Portland a détruit avec succès un véhicule aérien sans pilote (UAV) avec le laser à semi-conducteurs Technology Maturation Laser Weapon System Demonstrator (LWSD) MK 2 MOD 0 d’une puissance de 150 kW. Le 14 décembre 2021, le LaWS a réussi à détruire une cible marine flottant dans le golfe d'Aden.

### 2022
Du 27 au 30 mai, le USS Portland et l’USS Essex (LHD-2) étaient ouverts au public dans le cadre de la Los Angeles Fleet Week 2022, à San Pedro, en Californie.

## Récupérations d’engins spatiaux

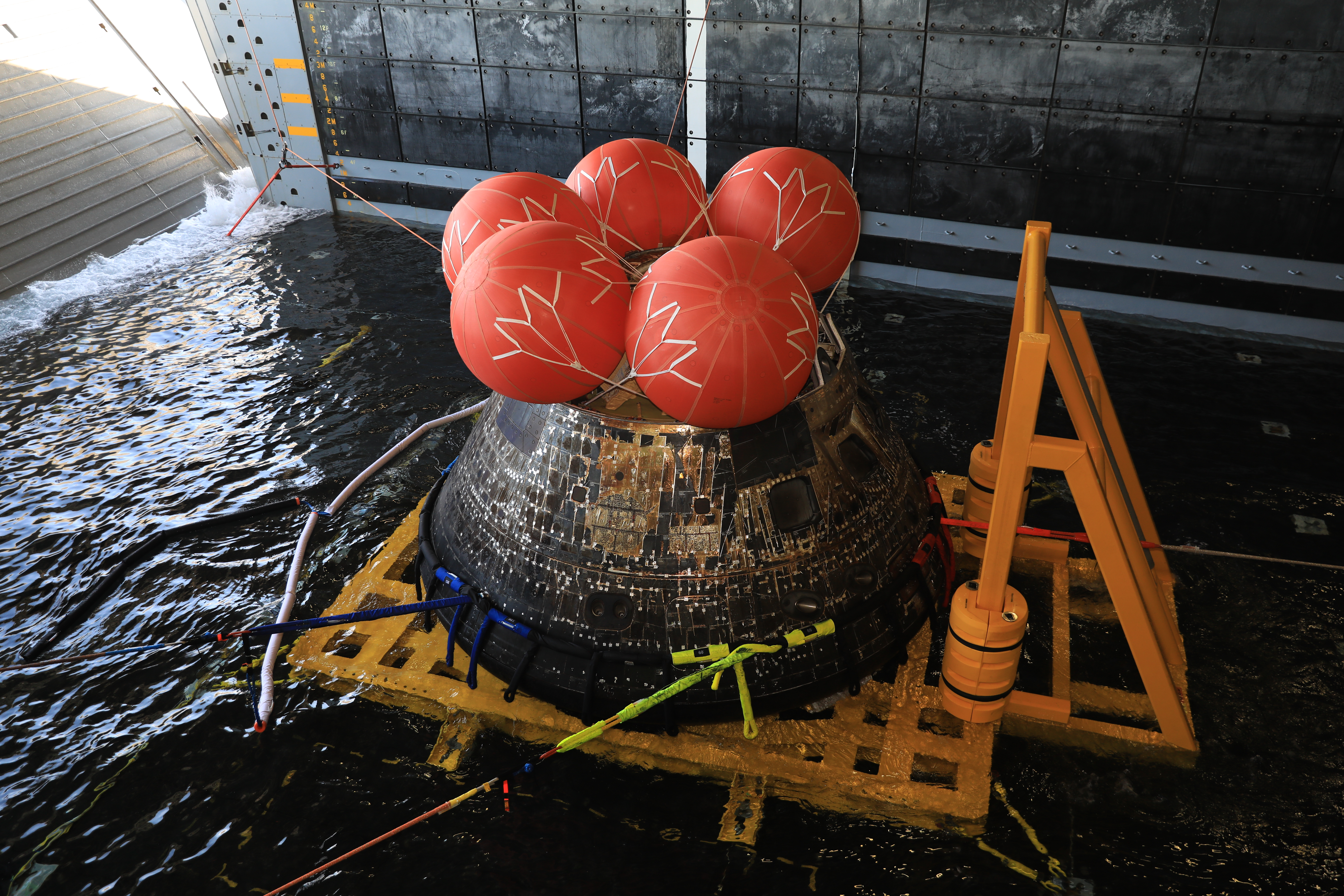
La capsule spatiale Orion de la mission Artemis 1 à bord de l’USS Portland le 11 décembre 2022

L’USS Portland a été désigné comme navire de récupération pour la capsule spatiale Orion de la mission sans équipage Artemis 1 en orbite lunaire, qui s’est achevée avec succès le 11 décembre 2022. La capsule Orion a été retrouvée flottant sur l’eau au large des côtes de la Basse-Californie, et tirée dans le radier inondé à l’arrière du vaisseau.